# Tatsuya Morishige
Tatsuya Morishige (jap. 森重 達也, Morishige Tatsuya; * 21. Oktober 1971 in der Präfektur Kagoshima) ist ein ehemaliger japanischer Fußballspieler.

## Karriere
Morishige erlernte das Fußballspielen in der Universitätsmannschaft der Nara Gakuen University. Seinen ersten Vertrag unterschrieb er 1994 bei Cerezo Osaka. Der Verein spielte in der zweithöchsten Liga des Landes, der Japan Football League. 1994 wurde er mit dem Verein Meister der Japan Football League und stieg in die J1 League auf. 1994 erreichte er das Finale des Kaiserpokal. Für den Verein absolvierte er sieben Erstligaspiele. Ende 1995 beendete er seine Karriere als Fußballspieler.

## Erfolge
Cerezo Osaka
- Kaiserpokal

Finalist: 1994